# Unciaal 0115
Unciaal 0115 (Gregory-Aland), ε 57 (von Soden), is een van de Bijbelse handschriften in de Griekse taal. Het dateert uit de 9e of 10e eeuw en is geschreven met uncialen op perkament.

## Beschrijving
Het bevat de tekst van het Evangelie volgens Lucas (9,35-47; 10,12-22). De gehele codex bestaat uit 2 bladen (25 × 18 cm) en werd geschreven in twee kolommen per pagina, 23 regels per pagina.
De Codex geeft de gemengde tekst weer, Kurt Aland plaatste de codex in Categorie III.

## Geschiedenis
Het handschrift bevindt zich in de Bibliothèque nationale de France (Copt. 129,10, fol. 198), in Parijs.